# Liste des monuments historiques de Douai
Ce tableau présente la liste de tous les monuments historiques classés ou inscrits dans la ville de Douai, Nord, en France.

## Liste
| Monument                                                                           | Adresse                                                   | Coordonnées                      | Notice         | Protection     | Date      | Illustration                                                                       |
| ---------------------------------------------------------------------------------- | --------------------------------------------------------- | -------------------------------- | -------------- | -------------- | --------- | ---------------------------------------------------------------------------------- |
| Ancien collège de la Compagnie de Jésus d'Anchin                                   | Rue Wallerand-Hangouart                                   | 50° 22′ 24″ nord, 3° 05′ 02″ est | « PA00107448 » | Classé         | 1930      | Ancien collège de la Compagnie de Jésus d'Anchin                                   |
| Ancien couvent des Capucins, dans le Jardin des Plantes                            | 118 rue d'Arras                                           | 50° 22′ 08″ nord, 3° 04′ 18″ est | « PA00107450 » | Inscrit        | 1951      | Ancien couvent des Capucins, dans le Jardin des Plantes                            |
| Ancien couvent des Chartreux                                                       | 130 rue des Chartreux                                     | 50° 22′ 29″ nord, 3° 04′ 33″ est | « PA00107451 » | Classé         | 1930      | Ancien couvent des Chartreux                                                       |
| Ancien Hôtel-Dieu                                                                  | Place du Docteur-Maugin                                   | 50° 22′ 23″ nord, 3° 04′ 38″ est | « PA00107457 » | Inscrit Classé | 1926 1983 | Ancien Hôtel-Dieu                                                                  |
| Ancienne chapelle des Bénédictins anglais ou chapelle du Lycée Jean-Baptiste-Corot | 133 rue Saint-Vaast                                       | 50° 22′ 28″ nord, 3° 04′ 42″ est | « PA00107447 » | Inscrit        | 1975      | Ancienne chapelle des Bénédictins anglais ou chapelle du Lycée Jean-Baptiste-Corot |
| Ancienne collégiale Saint-Pierre                                                   | Rue du Clocher Saint-Pierre                               | 50° 22′ 12″ nord, 3° 04′ 54″ est | « PA00107449 » | Classé         | 1974      | Ancienne collégiale Saint-Pierre                                                   |
| Ancienne filature dite Les Textiles de Douai                                       | 4120 route de Tournai                                     | 50° 24′ 23″ nord, 3° 07′ 40″ est | « PA59000076 » | Inscrit        | 2001      | Ancienne filature dite Les Textiles de Douai                                       |
| Cirque, appelé ancien Hippodrome                                                   | 280 place du Barlet                                       | 50° 21′ 51″ nord, 3° 05′ 00″ est | « PA00107453 » | Inscrit        | 1981      | Cirque, appelé ancien Hippodrome                                                   |
| Ecole et salle des fêtes de la cité de Solitude                                    | 674 rue Jules Ferry                                       | 50° 23′ 38″ nord, 3° 07′ 43″ est | « PA59000225 » | Inscrit        | 2024      | Image manquante Téléverser                                                         |
| Église Notre-Dame                                                                  | Terrasse Notre-Dame                                       | 50° 22′ 00″ nord, 3° 05′ 11″ est | « PA00107452 » | Classé         | 1962      | Église Notre-Dame                                                                  |
| Église Saint-Jacques                                                               | Parvis Monseigneur-Génie                                  | 50° 22′ 16″ nord, 3° 04′ 31″ est | « PA00125620 » | Classé         | 1995      | Église Saint-Jacques                                                               |
| Hôpital général                                                                    | 329 rue du Canteleu                                       | 50° 22′ 04″ nord, 3° 05′ 11″ est | « PA00107454 » | Inscrit        | 1946      | Hôpital général                                                                    |
| Hôtel d'Aoust                                                                      | 50 rue de la Comédie                                      | 50° 22′ 00″ nord, 3° 04′ 43″ est | « PA00107455 » | Inscrit        | 1947      | Hôtel d'Aoust                                                                      |
| Hôtel du Dauphin                                                                   | 70 place d'Armes                                          | 50° 22′ 03″ nord, 3° 04′ 57″ est | « PA00107456 » | Inscrit        | 1926 2018 | Hôtel du Dauphin                                                                   |
| Hôtel Romagnant                                                                    | 26 rue de la Fonderie                                     | 50° 22′ 06″ nord, 3° 04′ 27″ est | « PA00107458 » | Inscrit        | 1963      | Hôtel Romagnant                                                                    |
| Hôtel de la Tramerie ou Hôtel Renaissance                                          | 132 rue des Foulons                                       | 50° 22′ 02″ nord, 3° 04′ 40″ est | « PA00107459 » | Inscrit Classé | 1931 1932 | Hôtel de la Tramerie ou Hôtel Renaissance                                          |
| Hôtel de Ville et beffroi                                                          | 83 rue de la Mairie                                       | 50° 22′ 04″ nord, 3° 04′ 50″ est | « PA00107461 » | Classé         | 1862      | Hôtel de Ville et beffroi                                                          |
| Hôtel de Warenghien de Flory                                                       | 250 rue Morel                                             | 50° 22′ 27″ nord, 3° 05′ 17″ est | « PA00107460 » | Inscrit        | 1944      | Hôtel de Warenghien de Flory                                                       |
| Maison                                                                             | 2 Petite-Place Rue de la Massue                           | 50° 22′ 11″ nord, 3° 04′ 36″ est | « PA00107446 » | Inscrit        | 2010      | Maison                                                                             |
| Maison                                                                             | 9 place du Marché-au-Poisson                              | 50° 22′ 08″ nord, 3° 04′ 41″ est | « PA00107469 » | Inscrit        | 1971      | Maison                                                                             |
| Maison                                                                             | 10 place du Marché-au-Poisson                             | 50° 22′ 09″ nord, 3° 04′ 39″ est | « PA00107470 » | Inscrit        | 1971      | Maison                                                                             |
| Maison                                                                             | 16 place du Marché-au-Poisson                             | 50° 22′ 08″ nord, 3° 04′ 39″ est | « PA00107471 » | Inscrit        | 1976      | Maison                                                                             |
| Maison                                                                             | 21, 27 place du Marché-au-Poisson                         | 50° 22′ 08″ nord, 3° 04′ 40″ est | « PA00107473 » | Inscrit        | 1973      | Maison                                                                             |
| Maison                                                                             | 24 place du Marché-au-Poisson                             | 50° 22′ 08″ nord, 3° 04′ 39″ est | « PA00107472 » | Inscrit        | 1971      | Maison                                                                             |
| Maison                                                                             | 30 place du Marché-au-Poisson                             | 50° 22′ 08″ nord, 3° 04′ 39″ est | « PA00107474 » | Inscrit        | 1971      | Maison                                                                             |
| Maison                                                                             | 31 place du Marché-au-Poisson                             | 50° 22′ 08″ nord, 3° 04′ 40″ est | « PA00107475 » | Inscrit        | 1971      | Maison                                                                             |
| Maison                                                                             | 36 place du Marché-au-Poisson                             | 50° 22′ 08″ nord, 3° 04′ 39″ est | « PA00107476 » | Inscrit        | 1971      | Maison                                                                             |
| Maison                                                                             | 39 place du Marché-au-Poisson                             | 50° 22′ 07″ nord, 3° 04′ 40″ est | « PA00107477 » | Inscrit        | 1971      | Maison                                                                             |
| Maison                                                                             | 42 place du Marché-au-Poisson                             | 50° 22′ 08″ nord, 3° 04′ 39″ est | « PA00107478 » | Inscrit        | 1971      | Maison                                                                             |
| Maison                                                                             | 47 place du Marché-au-Poisson                             | 50° 22′ 07″ nord, 3° 04′ 40″ est | « PA00107479 » | Inscrit        | 1971      | Maison                                                                             |
| Maison                                                                             | 51 place du Marché-au-Poisson                             | 50° 22′ 08″ nord, 3° 04′ 39″ est | « PA00107480 » | Inscrit        | 1945      | Maison                                                                             |
| Maison                                                                             | 72 place du Marché-au-Poisson                             | 50° 22′ 07″ nord, 3° 04′ 39″ est | « PA00107481 » | Inscrit        | 1945      | Maison                                                                             |
| Maison                                                                             | 264 rue d’Arras (anciennement 42)                         | 50° 22′ 01″ nord, 3° 04′ 18″ est | « PA00107464 » | Inscrit        | 1945      | Image manquante Téléverser                                                         |
| Maison                                                                             | 65 rue du Clocher Saint-Pierre                            | 50° 22′ 12″ nord, 3° 04′ 49″ est | « PA00107465 » | Inscrit        | 1964      | Maison                                                                             |
| Maison                                                                             | 383 rue d'Esquerchin                                      | 50° 22′ 19″ nord, 3° 04′ 13″ est | « PA00107467 » | Inscrit        | 1969      | Maison                                                                             |
| Maison                                                                             | 51 Rue Jean Bellegambe                                    | 50° 22′ 10″ nord, 3° 04′ 52″ est | « PA00107468 » | Inscrit        | 1972      | Maison                                                                             |
| Maison                                                                             | 51 rue de la Massue                                       | 50° 22′ 10″ nord, 3° 04′ 36″ est | « PA00107482 » | Inscrit        | 1945      | Maison                                                                             |
| Maison dite Hôtel du Gouverneur ou Hôtel de la Gouvernance                         | 50 rue du Gouvernement                                    | 50° 22′ 15″ nord, 3° 04′ 44″ est | « PA00107462 » | Inscrit        | 1945 1999 | Maison dite Hôtel du Gouverneur ou Hôtel de la Gouvernance                         |
| Maison de la Poule                                                                 | 22-32 rue de la Cloris 8 rue Merlin-de-Douai              | 50° 22′ 08″ nord, 3° 04′ 42″ est | « PA00107466 » | Inscrit        | 1945      | Maison de la Poule                                                                 |
| Maison des Templiers, dite aussi Maison Notre-Dame                                 | 76 rue du Temple Rue de la Commanderie Rue de Marchiennes | 50° 22′ 41″ nord, 3° 05′ 14″ est | « PA00107463 » | Classé         | 1928      | Maison des Templiers, dite aussi Maison Notre-Dame                                 |
| Palais de justice                                                                  | 27 place Charles de Pollinchove                           | 50° 22′ 12″ nord, 3° 04′ 42″ est | « PA00107483 » | Inscrit        | 1959      | Palais de justice                                                                  |
| Place du Marché-au-Poisson                                                         | Place du Marché-au-Poisson                                | 50° 22′ 08″ nord, 3° 04′ 39″ est | « PA00107484 » | Inscrit        | 1945      | Place du Marché-au-Poisson                                                         |
| Porte d'Arras                                                                      | Rue d'Arras                                               | 50° 21′ 58″ nord, 3° 04′ 14″ est | « PA00107485 » | Inscrit        | 1945      | Porte d'Arras                                                                      |
| Porte de Valenciennes ou Porte Vacqueresse                                         | Place d'Haubersart                                        | 50° 22′ 01″ nord, 3° 05′ 16″ est | « PA00107486 » | Classé         | 1928      | Porte de Valenciennes ou Porte Vacqueresse                                         |
| Quartier de Caux                                                                   | rue du 15e-Régiment-d'Artillerie                          | 50° 22′ 14″ nord, 3° 04′ 11″ est | « PA59000199 » | Inscrit        | 2018      | Image manquante Téléverser                                                         |
| Théâtre municipal                                                                  | Rue de la Comédie                                         | 50° 21′ 58″ nord, 3° 04′ 45″ est | « PA59000058 » | Classé         | 2003      | Théâtre municipal                                                                  |